# 4-tert-Butylbenzaldehyd
4-tert-Butylbenzaldehyd ist eine chemische Verbindung aus der Gruppe der Aldehyde.

## Gewinnung und Darstellung
4-tert-Butylbenzaldehyd kann durch Oxidation von 4-tert-Butyltoluol durch Wasserstoffperoxid in Eisessig, katalysiert durch Bromid-Ionen in Kombination mit Cobalt(II)-acetat oder Cer(III)-acetat gewonnen werden.

## Eigenschaften
4-tert-Butylbenzaldehyd ist eine brennbare, schwer entzündbare, licht- und luftempfindliche, farblose Flüssigkeit mit terpenartigem, kampferartigem, gewürzartigem, fruchtigem Geruch, die sehr schwer löslich in Wasser ist.

## Verwendung
4-tert-Butylbenzaldehyd ist ein wichtiges Zwischenprodukt für die Synthese von Arzneimitteln, Farbstoffen, Aroma- und Duftstoffen. Es wird zur Herstellung von Penicillinderivaten mit Isoxazolyl-Teilstruktur eingesetzt.